# Charlotte Le Bon
Charlotte Le Bon (Montréal, 4 settembre 1986) è un'attrice ed ex modella canadese.

## Biografia
Nasce da una famiglia di attori franco-canadesi, Richard Le Bon e Brigitte Paquette. Suo patrigno è l'attore quebecchese Frank Schorpion, compagno della madre da oltre trent'anni con la quale ha lavorato in molti film di lingua francofona. Diplomatasi in arti plastiche in Québec, si trasferisce a Parigi, dove inizia a lavorare come illustratrice, la sua grande passione. Dopo aver iniziato a lavorare come modella per la Viva Model Management per mantenersi, facendo la spola tra il Canada e la Francia, inizia la sua carriera televisiva come Miss Meteo della catena francese Canal+ e dopo un paio di anni viene promossa a cronista del Petit Journal. Nello stesso anno partecipa ad un cortometraggio. Dopo il primo anno al Petit Journal, le viene proposto di rinnovare il suo contratto per un secondo anno, ma rifiuta. 
e viene quindi proposto di partecipare al casting di un film prodotto da Canal+, ma un dirigente della rete le comunica che qualora non avesse firmato il rinnovo del contratto in scadenza per Petit Journal, il film in questione non sarebbe stato prodotto; Charlotte rifiutò comunque il rinnovo.  L'anno successivo ottiene una parte nel film Asterix & Obelix al servizio di Sua Maestà. Inoltre continua ad alternare il lavoro per la televisione e per il cinema interpretando tra gli altri Yves Saint Laurent, biografia del famoso stilista e Amore, cucina e curry di Lasse Hallström.

## Filmografia parziale

### Attrice

#### Cinema
- Asterix & Obelix al servizio di Sua Maestà (Astérix et Obélix au service de sa majesté) regia di Laurent Tirard (2012)
- Babysitter per amore (La Stratégie de la poussette) regia di Clément Michel (2012)
- Mood Indigo - La schiuma dei giorni (L'Écume des jours), regia di Michel Gondry (2013)
- La Marche, regia di Nabil Ben Yadir (2013)
- Yves Saint Laurent, regia di Jalil Lespert (2014)
- Amore, cucina e curry (The Hundred-Foot Journey), regia di Lasse Hallström (2014)
- The Walk, regia di Robert Zemeckis (2015)
- Bastille Day - Il colpo del secolo (Bastille Day), regia di James Watkins (2016)
- The Promise, regia di Terry George (2016)
- Iris, regia di Jalil Lespert (2016)
- Missione Anthropoid (Anthropoid), regia di Sean Ellis (2016)
- Cuore artico (Le Secret des banquises), regia di Marie Madinier (2016)
- Fresh, regia di Mimi Cave (2022)
- Niki, regia di Céline Sallette (2024)

#### Televisione
- Hubert e Takako – serie animata, 3 episodi (2013) - voce
- Calls – serie TV, 4 episodi (2017-2019)
- Cheyenne et Lola – serie TV, 8 episodi (2020)
- C'est comme ça que je t'aime – serie TV, 6 episodi (2022)
- The White Lotus – serie TV, 8 episodi (2025)

### Regista
- Falcon Lake (2022)

## Doppiatrici italiane
Nelle versioni in italiano delle opere in cui ha recitato, Charlotte Le Bon è stata doppiata da:
- Valentina Mari in Asterix & Obelix al servizio di Sua Maestà, Yves Saint Laurent, Amore, cucina e curry, Fresh
- Letizia Ciampa in The Walk, Bastille Day - Il colpo del secolo
- Claudia Catani in The Promise
- Elena Perino in The White Lotus

Da doppiatrice è sostituita da:
- Eleonora Reti in Hubert e Takako

## Doppiaggio
- Hubert e Takako - voce di Takako